# 有机铅化合物
有机铅化合物（英語：Organolead compounds）是指分子中带有碳-铅键的化合物，研究这一类化合物的化学分支称为“有机铅化学”（Organolead chemistry）。第一个合成的有机铅化合物是的六乙基二铅（Pb2(C2H5)6），合成于1858年，其中铅为四价，与三个碳原子成键。
碳族越下方的元素，C–X（X = C, Si, Ge, Sn, Pb）的鍵越弱，而鍵長越長，在四甲基鉛中的碳-铅鍵鍵長為222pm，而其键离解能為49 kcal/mol（204 kJ/mol）。而四甲基錫中的碳-錫鍵鍵長為214pm，键离解能為71 kcal/mol（297 kJ/mol）。在有機化學中鉛主要是四价铅 Pb(IV)的形式出現，這點相當特別，因為無機鉛化合物較常出現二价铅 Pb(II)。其原因是因為無機鉛化合物中，鉛的電負度比像氮、氧及鹵素等低，鉛原子上的部份正電荷對6s原子軌域的電子吸引力較6p軌域要強，因此6s軌域的電子沒有活性，稱為惰性电子对效应。
四乙基鉛是已知最重要的有机铅化合物，一度廣泛使用作為汽油的抗震劑。乙酸鉛和氯化鉛常用來製備有机铅化合物。
由於有机铅化合物的毒性，有机铅化合物的應用受到一些限制，不過其毒性只是钯化合物的十分之一而已。

## 合成
有机铅化合物可由格氏试剂与氯化铅合成。例如甲基氯化镁和氯化鉛反應會形成四甲基铅，是類似水的透明液體，沸點110 °C，密度1.995 g/cm³。若將含二價鉛的化合物和环戊二烯化钠反應，會產生鉛的茂金屬，二茂鉛。
有些芳香烃會和乙酸鉛進行亲电芳香取代反應，形成含鉛的芳香化合物。例如苯甲醚和乙酸鉛在氯仿和二氯乙酸中反應會形成'p-methoxyphenyllead triacetate：

## 反应
在有机铅化合物中，C-Pb键强度很弱，正因为此，C-Pb键很容易均裂而转化为自由基。在提升汽油抗爆震性能方面，它的作用体现在它是一个自由基引发剂。
例如四乙基铅一度广泛使用作为汽油的抗震剂，在发动机气缸内气体压缩而火花塞未点火的这段时间内，四乙基铅所解离出的自由基能有效地捕获爆震初期所产生的自由基从而达到抗爆震效果。
芳基和乙烯基的有机铅化合物通常发生转移金属化反应，比如和硼酸和酸催化下杂环的开环反应。有机铅化合物被发现在芳香烃的偶联反应中有应用。有机铅化合物被用于合成有位阻效应的芳烃，而且发现它比有机锡化合物催化是活性更高。